# Mount Usborne
Der Mount Usborne (spanisch Cerro Alberdi) ist mit 708 Metern der höchste Berg der Falklandinseln und befindet sich auf der nördlichen Hälfte Ostfalklands nordöstlich von Darwin. Er weist auch im Sommer kleine Vergletscherungen auf.
Der Berg ist nach Alexander Burns Usborne benannt, einem Offizier der Beagle, dem Schiff, das Charles Darwin auf seine berühmte Reise führte.